# مونیک الکساندر
مونیک الکساندر (به انگلیسی: Monique Alexander) (زاده ۲۶ می، ۱۹۸۲) بازیگر پورنوگرافی، مدل برهنه و یکی از مفاخر تالار ای‌وی‌ان سال ۲۰۱۷ اهل ایالات متحده است. الکساندر همچنین مدافع آزادی بیان و آموزش جنسی است و در شبکه فاکس‌نیوز و در مباحثه‌ای در دانشگاه ییل ظاهر شده‌است که به این مباحث پرداخته‌است. او علاوه بر کار در صنعت پورنوگرافی، در چند فیلم و برنامه‌های تلویزیونی نیز حضور داشته.

## حرفه

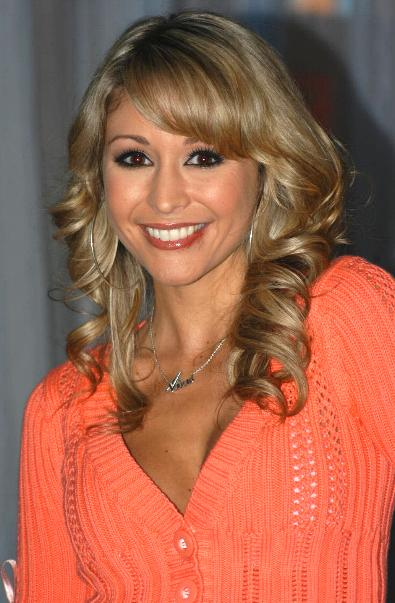
الکساندر در جشنواره سرگرمی‌های بزرگسالان ای‌وی‌ان ۲۰۰۷

الکساندر در سن ۱۸ سالگی به عنوان یک رقصنده برهنه (استریپر) در شهر ساکرامنتو، کالیفرنیا کار خود را در صنعت بزرگسالان آغاز کرد. او همچنین از راه کار به عنوان مسئول پذیرش نیز درآمد داشت. او پس از انتشار اولین عکس خود توسط اِرل میلر (Earl Miller) توسط چندین مجله دعوت شد و با آنها به عنوان مدل عکاسی، همکاری کرد. او کار خود را در صنعت فیلم‌های بزرگسالان، در سال ۲۰۰۱ با بازی در یک فیلم دختر-دختر، با نام فیلم حمام‌های داغ شماره ۲ شروع کرد، و در همان سال با استودیو سین‌سیتی قراردادی را امضا کرد. او علاوه بر بازی خود در تعداد زیادی فیلم‌های هارد کور دختر-دختر، در تعداد انگشت شماری فیلم سافت کور، تولید شده توسط شرکت‌های اچ‌بی‌او، سینماکس (مانند مجموعه‌های هتل اروتیکا، دی سکس هاوس و دی سکس اسپا) بازی کرد.
الکساندر از سال ۲۰۰۴ تا ۲۰۰۹ با ویوید انترتینمنت قرارداد داشت. پس از سالها بازی الکساندر، تنها در فیلم‌های دختر-دختر، سرانجام او در سال ۲۰۰۵ شروع به بازی در فیلم‌های پسر-دختر کرد، ازجمله بازی با روکو سیفردی در فیلم‌های لِکسی و مونیک عشق روکو. او در دسامبر سال ۲۰۱۰ عمل بزرگ کردن سینه‌های خود را انجام داد.

### مسیر اصلی بازیگری
الکساندر در سال ۲۰۰۲ یک فیلم با نام تار عنکبوت همراه با استیون بالدوین و کاری ورر بازی کرد.
الکساندر در سال ۲۰۰۷، در فصل سوم سریال دارودسته، حضور افتخاری داشت. در سال ۲۰۰۷ در برنامه دی پیل شو در رادیو کمدی نشنال لمپون گزارشگر ورزشی شد.
او همچنین در سال ۲۰۰۹ در فیلم اکشن کرانک: ولتاژ بالا ظاهر شد.

### طرفداری
الکساندر در برنامه تلویزیونی چشم سرخ در شبکه فاکس‌نیوز بیان کرد که آموزش‌های جنسی پرهیز از سکس پیش از ازدواج، در جوانان تأثیر گذار نبوده، درحالی که آموزش روابط جنسی ایمن بسیار موفق بوده‌است.
در ۱۵ فوریه سال ۲۰۰۸ او به همراه ران جرمی به عنوان نمایندگان صنعت پورن، در یک مباحثه در برابر مخالفان پورنوگرافی، کریگ گروس (Craig Gross) و دانی پولینگ (Donnie Pauling) در دانشگاه ییل قرارگرفتند؛ این برنامه در نایتلاین، ای‌بی‌سی روی آنتن رفت.

## زندگی شخصی

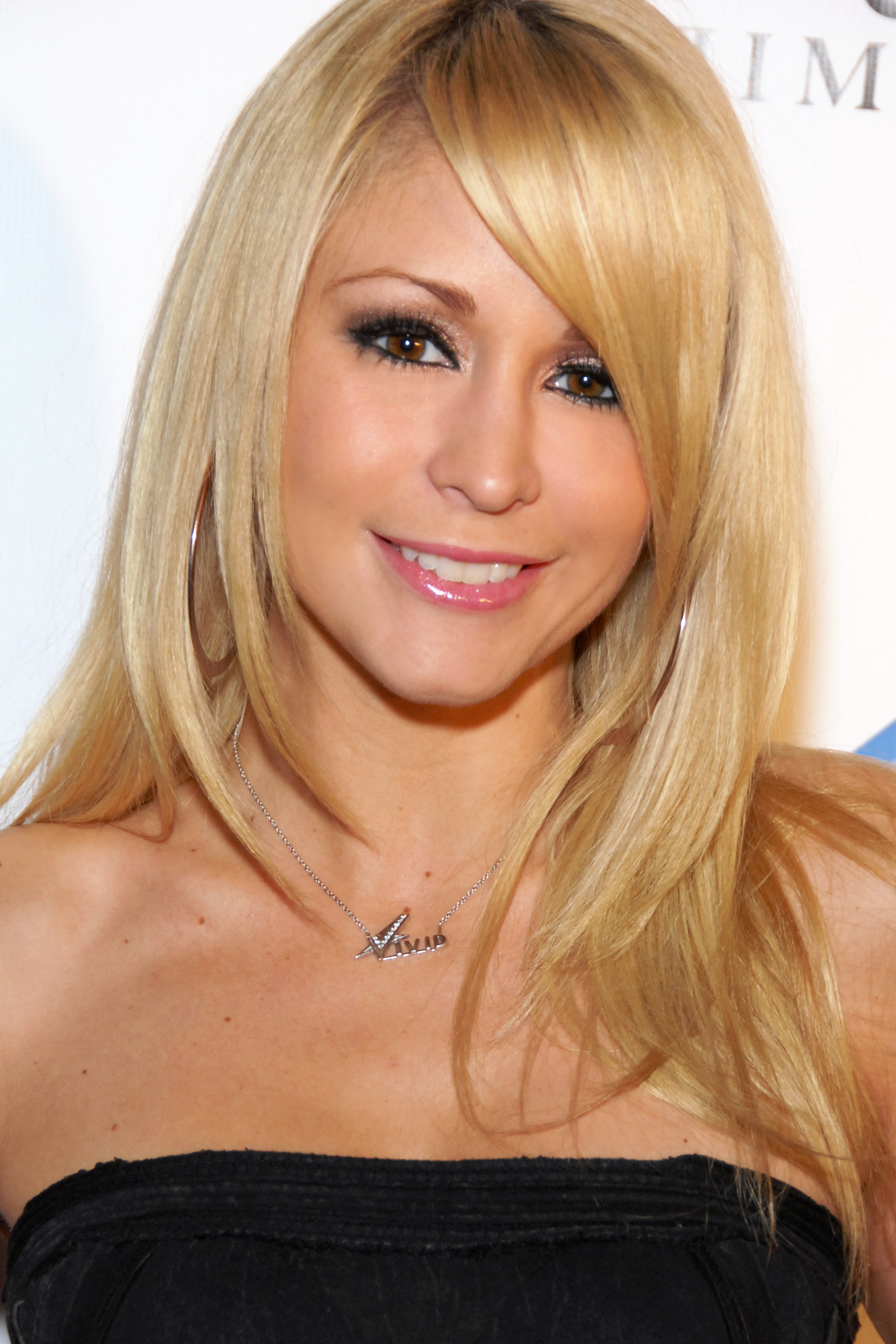
تصویری مربوط به سال ۲۰۰۹ از مونیک الکساندر

الکساندر خود را یک دوجنس گرا واقعی توصیف می‌کند. او دارای‌تبار آلمانی، پرتغالی، روسی و پانامایی است.

## جوایز و نامزد
| سال  | جایزه        | دسته‌بندی                           | فیلم                        | نتیجه |
| ---- | ------------ | ---------------------------------- | --------------------------- | ----- |
| ۲۰۰۸ | جایزه ای‌وی‌ان | بهترین فیلم سکس چند نفره (دخترانه) | Sex & Violins               | برنده |
| ۲۰۰۸ | جایزه ای‌وی‌ان | بهترین فیلم سکس چند نفره           | Debbie Does Dallas... Again | برنده |
| ۲۰۰۹ | جایزه ای‌وی‌ان | بهترین فیلم سکس دو نفره            | Cry Wolf                    | برنده |
| ۲۰۱۱ | جایزه ای‌وی‌ان | بهترین فیلم دو نفره دختر-دختر      | Meow!                       | برنده |
| ۲۰۱۷ | جایزه ای‌وی‌ان | تالار مشاهیر ای‌وی‌ان                | —                           | برنده |